# 莱伊
莱伊（義大利語：Lei），是意大利撒丁大区努奥罗省的一个市镇。总面积19.01平方公里，人口581人，人口密度30.6人/平方公里（2009年）。ISTAT代码为091038。